# Presickhaeffs Huys
Het Presickhaeffs Huys is een middeleeuws huis in het centrum van Arnhem aan de Kerkstraat, dat volgens onderzoek in het jaar 1354 gebouwd is. In 1555 vond er een T-vormige uitbreiding plaats aan de achterzijde met een fraai hofje ; vanaf 1606 betrok het Nassausch Weduwenhuis het pand. Daarna was het in 1795 een theehuis en van 1915-1944 een café met vergaderruimten. Mede door de vele verwoestingen die in het centrum van Arnhem zijn aangericht tijdens de Slag om Arnhem in de Tweede Wereldoorlog, is dit een van de weinige middeleeuwse huizen die Arnhem nog bezit. Het huis, nabij de Sint-Eusebiuskerk, had een eigen hofje. Voorheen liep het huis door tot aan de achterliggende Koningstraat. Het pand is een rijksmonument.
Het huis werd in de eerste eeuwen bewoond door de burgemeesters van de stad, o.a. van het geslacht Van Prisickhave. Van 1956 tot en met 1959 wordt het pand gerenoveerd, maar raakt desondanks in de jaren erna in verval. De Algemene Bank Nederland, die het gebouw in 1982 in bezit had, verkocht het pand voor 1 gulden aan de gemeente Arnhem. Hiermee kwam het juridisch eigendom in handen van de gemeente, maar het economisch eigendom bij de Stichting Sint Peters Gasthuis. In 1995 werd het pand verkocht aan particulieren en heeft er nadien onder andere een modezaak in gezeten. Een ingenieursbureau kocht het pand in 2017 voor € 995.000.
Het Presickhaeffs Huys is dus een T-vormig pand met aan drie zijden een trapgevel. Direct naast het huis staat een classicistisch poortje uit circa 1650 met daarachter de laatste stadspomp van Arnhem.
1. ↑  Dagblad De Gelderlander/Arnhem, geactualiseerd in de krant van 4 april 2022